# 장소연 (배구인)
장소연(張少燕, 1974년 11월 11일~)은 대한민국의 배구 선수, 지도자로 현재 광주 페퍼저축은행 AI 페퍼스 감독을 맡고 있다. 1992년 선경 인더스트리(현 SK 케미칼) 배구단에 입단하여 활동했으나 1998년에 해체되면서 류화석 감독, 강혜미 등과 함께 드래프트를 통해 현대건설로 이적한 후 1998년부터 2004년까지 팀의 전성기를 이끌며 활동했다. 스파이크 높이는 312cm, 블로킹 높이는 301cm이다. 1992년부터 2004년까지 국가대표로 활약했다.
은퇴 후 배구 심판으로 활동하다가 2009–2010 시즌을 앞두고 신인 드래프트에 참가하여 1라운드 3순위로 KT&G의 지명을 받으며 입단, 은퇴 5년 만에 코트에 복귀하였다. 2011–2012 시즌 후 은퇴했다가 성남 한국도로공사 하이패스 제니스의 플레잉 코치로 복귀했다.
2016년 5월 현역에서 은퇴했으며 SBS 스포츠에서 배구 해설가로 활동했다. 이후 2024년 4월 페퍼저축은행 AI 페퍼스의 감독이 되었다.

## 수상 경력
- 제10회 대통령배 전국 남녀 배구대회 신인상
- 2009–2010 프로배구 배구발전기여상 (신인상 수상자로 선정되었으나 후배들의 미래를 위해 양보하여 생긴 특별상)

## 방송 출연
- 1995. 6. 1: KBS 2TV 가족오락관 게스트
- 1996. 3. 27: KBS 2TV 가족오락관 게스트
- 2016. 9. 20 ~ 2024: SBS 스포츠 배구 해설위원